# Victoire de l'autel des Trois Gaules
La Victoire de l'autel des Trois Gaules est une statuette en bronze de la fin du Ier siècle-IIe siècle conservée au musée Lugdunum de Lyon. 

## Description
La statuette, qui est sans doute un unicum, est découverte dans la Saône, à Lyon en 1866.   
L'allure digne et gracieuse de cette Victoire tient à une finition ouvragée des ailes et du vêtement. Cependant la tête et les mains sont moins soignées. Selon Boucher et Tassinari, ce pourrait être l'indice d'une production plus tardive que celle des grandes Victoires de l'autel. Elle daterait de la fin du Ier siècle.
La Victoire ailée est en marche, et son pied droit, chaussé d'une sandale, fait un pas en avant ; sa jambe droite apparaît en transparence sous les plis de son peplos sans ceinture. Ses ailes très grandes apparaissent à demi déployées. La tête est penchée vers la droite, et sur la nuque deux rubans retiennent sa chevelure. Son bras droit, qui à l'origine devait tenir une couronne de laurier, est levé. On peut supposer que sa main gauche tenait une palme car après avoir étudié la monnaie antique conservée dans le médaillier du musée des Beaux-Arts de Lyon, François Artaudconstate que cette Victoire se rapproche de celles qui sont gravées sur les monnaies d'Auguste, de Tibère et Néron, représentant l'autel des Trois Gaules construit à Lugdunum. Cette statuette pourrait être une réduction des grandes statues surmontant les colonnes de l'autel des trois Gaules. Une couronne colossale, décrite par Amable Audin, est d'ailleurs découverte dans le voisinage de l'autel, le geste de la main droite donnant une information sur la position de la couronne.
La statue originale pouvait se trouver sur les colonnes provenant du sanctuaire et réemployées dans la basilique Saint-Martin d'Ainay. La hauteur totale des colonnes avec la statue aurait pu être de 14 mètres.

## Exposition
- Exposition Claude, un empereur au destin singulier, de décembre 2018 à mars 2019 au Musée des Beaux-Arts de Lyon[5].